# Ludwig Friedrich Schöberlein
Ludwig Friedrich Schöberlein, né le 6 septembre 1813 à Colmberg et mort le 8 juillet 1881 à Göttingen, est un théologien luthérien et professeur d'université bavarois.

## Travaux
- L'église protestante sur les principes de la Réforme et par rapport aux besoins actuels, Heidelberg, 1854
- La principale église protestante dans les formulaires pour toute l'année liturgique, éd. 1855, rééd. 1874
- À propos de l'expansion du service à l'église liturgique dans l'Église évangélique allemande, Gotha, 1859
- Principe et le système de dogmatique, 1881